# Hannes Löhr
Johannes „Hannes“ Löhr (* 5. Juli 1942 in Eitorf; † 29. Februar 2016 in Köln) war ein deutscher Fußballspieler und -trainer. Der Stürmer absolvierte von 1964 bis 1978 381 Bundesligaspiele für den 1. FC Köln und erzielte dabei 166 Tore. Der zwanzigfache Nationalspieler (fünf Tore) gewann mit dem 1. FC Köln 1978 die deutsche Meisterschaft und in den Jahren 1968, 1977 und 1978 den DFB-Pokal.

## Karriere

### Vor der Bundesliga, bis 1964
In Eitorf, einem beschaulichen Ort im Rhein-Sieg-Kreis, gut 60 Kilometer von Köln entfernt, betrieben seine Eltern die Gaststätte „Löhrs Eck“. Er besuchte die Volksschule und danach das Siegtal-Gymnasium. Er begann eine Ausbildung zum Maschinenschlosser. Schon früh mussten er und seine vier Geschwister Schicksalsschläge verkraften: Der Vater starb als Hannes zehn Jahre alt war, auch die Mutter verstarb relativ früh. Seinen Grundwehrdienst als Pionier verbrachte er in der Falckenstein-Kaserne in Koblenz-Lützel.
Da sein älterer Bruder bei seinem Heimatverein das Tor hütete, begann Hannes Löhr bereits im Juli 1948 mit dem Fußballspiel in der Jugendabteilung von SV 09 Eitorf. Sein Talent führte ihn über die Kreis- in die Mittelrheinauswahl. Mit 18 Jahren stürmte er von 1960 bis 1962 zwei Jahre in der 1. Mannschaft von Eitorf. In einem Spiel mit der Mittelrheinauswahl im Länderpokal – der mit Eitorf in der Bezirksklasse spielende Löhr stand am 20. Mai 1962 in Siegen mit dem Mittelrhein im Finale gegen das mit 1:0 siegreiche Westfalen – wurde er von Beobachtern des Südwestoberligisten Sportfreunde 05 Saarbrücken entdeckt und anschließend mit einem Vertrag ab der Runde 1962/63 ausgestattet. So begann die Karriere des schnellen Linksaußen mit Torjägerqualitäten im höherklassigen Fußball 1962 in Saarbrücken. Neben dem Fußball hatte er eine Lehre als Maschinenschlosser durchlaufen.
Bei den Sportfreunden aus dem Stadtteil Burbach begann im letzten Jahr der alten erstklassigen Oberligaära, 1962/63, auch der ehemalige Italien-Profi Horst Buhtz seine Trainerkarriere. Es wurde für alle drei Partner – Verein, Trainer, Spieler – eine vorteilhafte Situation. Buhtz, Löhr und eine insgesamt gute und kompakte Burbacher Mannschaft überraschten die Kontrahenten im Südwesten und führten nach sieben Spieltagen mit 12:2 Punkten die Oberligatabelle an. Dazu passte auch der 2:1-Heimerfolg am 28. Oktober 1962 gegen den späteren Meister 1. FC Kaiserslautern. In der Angriffsformation mit Manfred Gärtner, Hans-Dieter Spengler, Hans-Jürgen Massion, Löhr und Josef Christ gelang ein Sieg gegen die „Roten Teufel“. Nach Abschluss der Vorrunde standen die Sportfreunde mit 21:9 Punkten auf dem fünften Rang, zwei Punkte hinter dem Tabellenführer und Lokalrivalen 1. FC Saarbrücken. Löhr hatte sich genau wie Buhtz als Glückstreffer erwiesen. Die „Gefahren“ der Stadt beim Umzug aus dem heimischen Dorf, mit denen sich der Zwanzigjährige beschäftigt hatte, bekam er gut in den Griff, nicht zuletzt, „weil Mentalität und Milieu in Saarbrückens Westen eigentlich keinen Wandel in seiner gewohnten Lebensart erforderten. Der Verein war eine fast familiäre Gemeinschaft, in der Kameradschaft und konstruktives Miteinander intensiv gepflegt wurden.“ Für die gute Entwicklung des jungen Angreifers hat neben der fachlichen Kompetenz von Buhtz auch der familienähnliche Anschluss in einer Burbacher Bäckerei beigetragen. Jahrzehnte später meinte Löhr dazu: „Da bin ich gut verpflegt worden. Ich habe mit dieser Wohnung in der fremden Stadt viel Glück gehabt; das war für mich wie ein richtiges Zuhause.“ Am Rundenende belegte Löhr mit den Sportfreunden den sechsten Rang und hatte in 24 Ligaspielen 18 Tore erzielt. Da aus dem Südwesten mit dem 1. FC Kaiserslautern und Lokalrivalen 1. FCS zwei Teilnehmer für die Debütrunde der Fußball-Bundesliga 1963/64 nominiert worden waren, spielte er 1963/64 mit seinem Verein in der ebenfalls neu installierten Fußball-Regionalliga Südwest.
In seinem zweiten Jahr bei den Sportfreunden, 1963/64, konnte die Mannschaft seiner rasanten Weiterentwicklung nicht mehr folgen. Trainer Buhtz hatte Borussia Neunkirchen übernommen und führte die Elf aus dem Ellenfeldstadion zur Meisterschaft und zum Bundesligaaufstieg. Der pfeilschnelle, technisch versierte Angreifer stürmte vehement an die Spitze der Torschützenliste im Südwesten; sein Verein kam dagegen lediglich auf dem achten Rang ein. Dem großen Rest enteilt spielten Borussia Neunkirchen, FK Pirmasens und Wormatia Worms quasi in einer Dreierrunde die Meisterschaft aus. Das Stürmertalent aus Eitorf wurde aber mit 35 Toren in 36 Ligaeinsätzen bester Torschütze. Auf den Plätzen folgten die Konkurrenten Helmut Kapitulski (30), Dieter Kraft (27), Hugo Dausmann, Günter Kuntz und Elmar May mit jeweils 25 Treffern.
Im letzten Länderspiel von Bundestrainer Sepp Herberger, am 7. Juni 1964 in Helsinki gegen Finnland, gehörte Löhr als einziger Regionalligaspieler dem DFB-Kader an. Er war der umworbene bundesrepublikanische Spieler im Frühjahr/Sommer 1964. Während des Grundwehrdienstes als Pionier in der Falckenstein-Kaserne in Koblenz-Lützel unterschrieb er einen Vertrag mit dem ersten Bundesligameister 1. FC Köln; neben dem sportlichen Reiz, dem Meisterteam anzugehören, hatte für ihn aber auch die Heimatnähe zu Eitorf eine Rolle bei der Entscheidungsfindung gespielt.

### 1. FC Köln, 1964 bis 1978

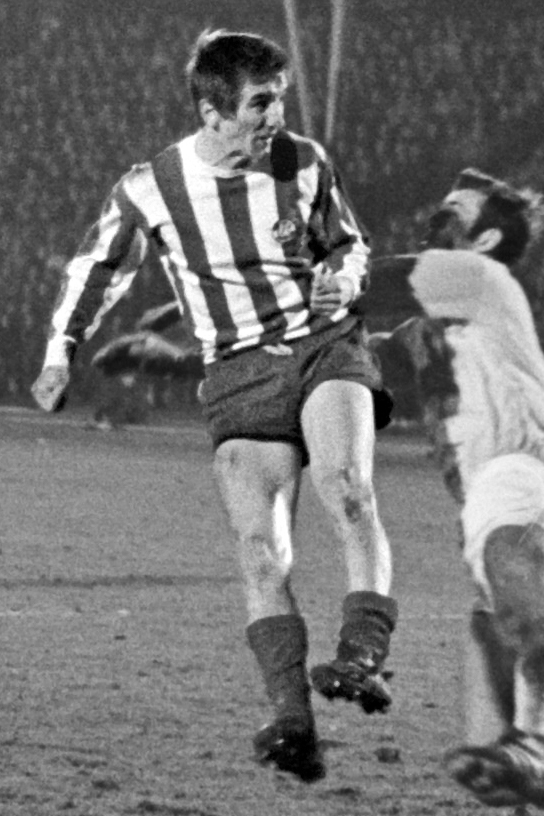
Hannes Löhr (links) im Europapokal 1968

Die erfolgreiche Angriffsbesetzung mit Karl-Heinz Thielen, Hans Schäfer, Christian Müller, Wolfgang Overath und Heinz Hornig aus der Meisterschaftsrunde 1963/64 ging in Köln komplett in das zweite Bundesligajahr 1964/65 und hatte auch beste Voraussetzungen, die gewohnten Stammplätze weiterhin zu besetzen. Neben Löhr kam mit dem Brasilianer Zézé ein weiterer Angreifer zu den „Geißböcken“ und sollte brasilianische Fußballkunst in die Domstadt bringen. Am dritten Spieltag, den 5. September 1964, bei einem 4:3-Heimerfolg gegen den saarländischen Aufsteiger Borussia Neunkirchen debütierte der Mann aus Eitorf in der Bundesliga. Er stürmte auf Linksaußen an der Seite von Halbstürmer Overath und Mittelstürmer Christian Müller erzielte drei Tore. Löhr absolvierte unter Trainer Georg Knöpfle 1964/65 in der Bundesliga 17 Spiele und erzielte fünf Tore. Die Titelverteidigung glückte nicht; hinter Meister Werder Bremen erreichte Köln die Vizemeisterschaft. Herausragend waren für Löhr und Kollegen die drei Spiele im Europapokal der Landesmeister gegen den englischen Meister FC Liverpool. Löhr war in allen drei Spielen im Einsatz und erzielte im Entscheidungsspiel am 24. März in Rotterdam in der 48. Minute den Treffer zum 2:2-Remis. Köln verlor erst durch den „Münzwurf von Rotterdam“. Seine Leistung im ersten Jahr Bundesliga führten ihn am 25. Juni 1965 zum Einsatz in der Juniorenelf U 23 des DFB. Der Kölner stürmte beim Länderspiel in Freiburg gegen England beim 1:0-Erfolg neben den Angriffskollegen Horst Gecks, Hans Schulz, Sigfried Held und Horst Wild.
Seine zweite Bundesligasaison, 1965/66, bestritt er ohne den 54er-Weltmeister Hans Schäfer, der seine langjährige Spielerkarriere im Sommer 1965 beendet hatte und dessen Spielmacherrolle der dänische Nationalspieler Ole Sørensen übernehmen sollte. Das glückte nicht; Löhr dagegen avancierte in 33 Ligaspielen mit 18 Toren zum erfolgreichsten Kölner Torschützen. Ab der Saison 1966/67 sollte Trainer Willi Multhaup wieder den Erfolg zum 1. FC Köln bringen. Zum Abschluss des zweiten Multhaup-Jahres gewannen die Kölner 1968 den DFB-Pokal. Persönlich war die Bilanz von Löhr mit 34 Ligaspielen und 27 Toren noch imponierender; er holte sich damit die Torschützenkanone. Er bestätigte zudem eindrucksvoll sein Debüt in der Fußballnationalmannschaft im Februar 1967. Der Tod des zielgerichtet planenden Vereinspräsidenten Franz Kremer im November 1967 überschattete aber diesen Erfolg; seine negativen Langzeit-Folgen verhinderten über Jahre, dass Köln den Spitzenplatz der frühen 60er Jahre wieder erreichen oder gar ausbauen konnte.
Mit dem Multhaup-Nachfolger Hans Merkle fing ab 1968 eine Kette ständiger Trainerwechsel beim 1. FC Köln an; eine kontinuierliche Verbesserung der Mannschaftsqualität war dadurch alleine schon erschwert, obwohl die Qualität im Spielerkader von bester Klasse war. Zwei Jahre Merkle, eine Saison Ernst Ocwirk, knapp eine Runde Gyula Lóránt, etwas über eine Runde Rudolf Schlott, eineinhalb Runden Zlatko Čajkovski, sechs Monate Georg Stollenwerk und am Ende der Spielerkarriere von Löhr ab dem 1. Juli 1976, Hennes Weisweiler. Das waren die Namen der Trainer während der Spielerlaufbahn des Torjägers beim FC. Trotz dieser Unruhe im Trainerbereich erlebte Löhr nur in den Runden 1968/69 (13.) und 1970/71 (11.) zwei Saisons mit zweistelligen Tabellenplätzen. Entschuldigend für Trainer Merkle muss festgehalten werden, dass der stets zuverlässige Torgarant die ersten elf Punktspiele der Saison 1968/69 wegen einer Tuberkuloseerkrankung und eines daraus erfolgenden Kuraufenthaltes im Schwarzwald nicht bestreiten konnte und der FC dementsprechend einen schlechten Rundenstart hinlegte. Zusätzlich trug auch der Beinbruch des etatmäßigen Stammtorhüters Milutin Šoškić zu der Misere bei. Am letzten Spieltag, dem 7. Juni 1969, retteten sich die Kölner mit einem 3:0-Heimerfolg gegen Titelverteidiger und Absteiger 1. FC Nürnberg vor dem Abstieg in die Regionalliga West. Mit Carl-Heinz Rühl und Heinz Hornig bildete Löhr dabei die Angriffsformation. Im Europapokal der Pokalsieger waren Löhr und Kollegen trotz der schwachen Bundesligarunde erst im April 1969 im Halbfinale gegen den FC Barcelona gescheitert. In den europäischen Vereinswettbewerben erzielte der Stürmer in 58 Partien für die Domstädter 30 Treffer.
Im DFB-Pokal zählte der FC in der Ära Löhr im Gegensatz zur Bundesliga eindeutig zu den erfolgreichsten Mannschaften. Löhr erlebte von 1968 bis 1978 sechs Einzüge in das Finale mit drei gewonnenen Endspielen 1968, 1977 und 1978. Im letzten Finale am 15. April 1978 in Gelsenkirchen gegen Fortuna Düsseldorf (2:0) stand er zwar nicht mehr auf dem Platz, hatte aber zuvor in den drei Hauptrunden und im Viertelfinale mitgewirkt. Legendär waren die zwei Pokalwettbewerbe 1972 und 1973: im Halbfinale 1972 gewann Köln das Hinspiel gegen den FC Schalke 04 mit 4:1 (zwei Tore von Löhr), verlor das Rückspiel nach Verlängerung mit 2:5 (zwei Tore von Löhr) und das anschließende Elfmeterschießen mit 5:6 (Löhr verwandelte seinen Elfmeter). Im Jahr darauf standen sich am 23. Juni 1973 in Düsseldorf die zwei Rivalen Borussia Mönchengladbach und der 1. FC Köln gegenüber. Das 30. Pokalendspiel der Geschichte wird in der Sportpresse als eines der „besten, spielerisch hochstehendsten und spannendsten in der Geschichte dieses Wettbewerbs“ beschrieben. Es endete in der 93. Minute mit dem Winkelschuss von Günter Netzer zum 2:1 für Mönchengladbach.
Nach der Runde 1974/75 wollte er eigentlich seine Spielerlaufbahn beenden. Auf Drängen des Vereins wurde er nach einer Verletzung von Mittelstürmer Dieter Müller ab dem vierten Spieltag 1975/76 aber wieder reaktiviert. Mit 15 Toren führte er am Rundenende die interne Torschützenliste beim Erreichen des vierten Platzes an. Er stellte sich danach auch noch dem Spanien-Rückkehrer Hennes Weisweiler zu dessen Arbeitsbeginn ab der Runde 1976/77 zur Verfügung. Beim Pokalsieg gegen Hertha BSC bildete er zusammen mit Roger Van Gool und Dieter Müller den Kölner Dreierangriff. Als dem FC im zweiten Weisweiler-Jahr, 1977/78, das Double gelang, absolvierte der 35-jährige Angreifer zu Beginn der Runde nochmals acht Ligaspiele (ein Tor) und rückte nach der Verpflichtung des 42-maligen japanischen Nationalstürmers Yasuhiko Okudera in die zweite Reihe.
Löhr erzielte am 18. März 1972 im Alter von 29 Jahren sein 100. Bundesligator. Nach Lothar Emmerich, Uwe Seeler, Gerd Müller und Herbert Laumen war er erst der fünfte Spieler, der in der noch jungen Bundesliga diese Marke erreichen konnte. Seine insgesamt 166 Tore sind bis heute Bundesliga-Vereinsrekord der Kölner. In der Liste der erfolgreichsten Torschützen der Fußball-Bundesliga steht Löhr auf dem zwölften Platz (Stand 2024). In den Jahren 1968, 1977 und 1978 wurde er mit Köln DFB-Pokalsieger, 1978 zudem noch Deutscher Meister. Insgesamt wird er in der Statistik des 1. FC Köln mit 724 Spielen und 421 Toren geführt.
Gemeinsam mit seinem Freund Wolfgang Weber bestritt er am 25. Oktober 1978 in Köln sein Abschiedsspiel gegen die deutsche Fußballnationalmannschaft. Nach 32 Minuten gingen die zwei Ex-Nationalspieler beim Spielstand von 1:1 durch ein von den FC- und Nationalelfspielern gebildetes Spalier unter stürmischem Applaus vom Platz. Vor 25.000 Zuschauern hatten sie zuvor in der von Hennes Weisweiler betreuten FC-Elf auf ihren langjährigen Stammpositionen nochmals ihr Können aufblitzen lassen. Bernd Schuster und Holger Willmer wurden für die beiden verdienten Spieler eingewechselt. Gerd Zewe erzielte mit einem Treffer in der 43. Minute den 2:1-Endstand für die DFB-Auswahl.

### Nationalmannschaft, 1967 bis 1970
Er bestritt zwischen 1967 und 1970 20 Länderspiele, in denen er insgesamt fünf Tore erzielte. Bei seinem Länderspieldebüt am 22. Februar 1967 gegen Marokko kamen auch noch die Spieler Horst Wolter, Klaus Fichtel, Jupp Heynckes und Klaus Zaczyk zu ihrem ersten Einsatz in der Nationalmannschaft. In diesem Spiel, welches 5:1 gewonnen wurde, schoss Löhr sein erstes Tor für die DFB-Auswahl. Der Kölner Angreifer war in allen acht Länderspielen des Jahres 1967 unter Bundestrainer Helmut Schön aktiv; darunter auch die vier EM-Qualifikationsspiele gegen Albanien und Jugoslawien. Hatte die DFB-Elf das Hinspiel am 8. April in Dortmund gegen Albanien noch klar mit 6:0 gewonnen (Torschützen: 4 Tore Gerd Müller, 2 Tore Löhr), so brachte das unerwartete 0:0-Remis am 17. Dezember in Tirana das Aus für die Elf um Spielführer Willi Schulz. Trotz Mittelfeldgrößen wie Günter Netzer, Wolfgang Overath und Hans Küppers sowie der drei torgefährlichen Spitzen Sigfried Held, Peter Meyer und Löhr glückte kein Torerfolg.
Durch seine Lungenerkrankung kam er in den Jahren 1968 und 1969 lediglich im Frühjahr 1968 zu drei weiteren Einsätzen gegen Belgien (3:1), die Schweiz (0:0) und England (1:0). 15 Länderspiele dauerte seine Pause, vom 1. Juni 1968 bis 9. Mai 1970. Während des WM-Lehrganges vom 4. bis 14. Mai 1970 in Malente kam er am 9. Mai in Berlin beim Vorbereitungsländerspiel gegen Irland (2:1) zu seiner 12. Länderspielberufung. Er stürmte auf Linksaußen und erzielte ein Tor. Nach dem zweiten Vorbereitungsländerspiel am 13. Mai in Hannover gegen Jugoslawien (1:0) gehörte er dem endgültigen Kader für die Fußball-Weltmeisterschaft 1970 in Mexiko an. Im Turnier bestritt er die Spiele gegen Marokko (2:1), Bulgarien (5:2), Peru (3:1) und England (3:2 n. V.) sowie das legendäre Halbfinalspiel am 17. Juni gegen Italien (3:4 nach Verlängerung) und das Spiel um Platz 3 gegen Uruguay (1:0).
Nach dem Gewinn des 3. Platzes bei der Weltmeisterschaft 1970 erhielt er – wie alle Mitglieder des deutschen Kaders – das Silberne Lorbeerblatt.
Mit seinem 20. Länderspieleinsatz am 9. September 1970 in Nürnberg beim 3:1-Erfolg gegen Ungarn endeten seine internationalen Berufungen in der Nationalmannschaft. Er gehörte noch dem Aufgebot für die Fußball-Europameisterschaft 1972 in Belgien an, kam aber nicht mehr zum Einsatz.
Löhr absolvierte mit dem 1. FC Köln zudem internationale Spiele im Europapokal der Landesmeister, Europapokal der Pokalsieger und UEFA-Pokal; in insgesamt 58 Spielen erzielte er 30 Tore.
Seine Karriere litt unter seiner anfälligen Gesundheit. So überstand er eine Tuberkulose, eine Lebererkrankung und eine schwere Blutvergiftung.

## Nach der Karriere
Nach seiner aktiven Laufbahn als Spieler – Löhr hatte unter Lehrgangsleiter Weisweiler an der Deutschen Sporthochschule Köln bereits 1967 erfolgreich die Ausbildung zum Fußball-Lehrer durchlaufen – wurde er zunächst Co-Trainer, dann 1980 Manager und 1983 nach der Entlassung von Rinus Michels Trainer beim 1. FC Köln. Im Februar 1986 wurde er vom Management entlassen. Danach ging er als Trainer zum DFB, für den er lange Jahre die U-21- und die Olympia-Nationalmannschaft betreute. Erst 2002 gab er die U-21 an Jürgen Kohler weiter. Mit 58 Jahren beendete er sein Sportstudium an der Deutschen Sporthochschule Köln, wobei er das Thema „Das Bosman-Urteil und seine Auswirkungen auf die Einsatzzeiten junger Spieler“ bearbeitete.

## Ehrenämter
Löhr war unter anderem Vorsitzender des Vereins der Freunde und Förderer der katholischen Kirchengemeinde St. Pankratius e. V. Köln und Präsident des Golf- und Landclubs Gut Heckenhof in Eitorf/Sieg.

## Privates
Hannes Löhr war in Köln auch als „De Nas“ (Hochdeutsch: „Die Nase“) bekannt. Als Dauerkarteninhaber des 1. FC Köln besuchte er regelmäßig die Heimspiele des FC. Im Alter von 19 Jahren wurde er Vollwaise. Löhr war verheiratet; seine Frau Annemarie starb 2010. Mit ihr hat er eine Tochter. Er lebte bis zu seinem Tod im Februar 2016 in Köln-Junkersdorf und wurde auf dem dortigen Friedhof beigesetzt.

## Titel, Erfolge und Ehrungen
Als Spieler
- Deutscher Meister: 1978
- Deutscher Vize-Meister: 1965, 1973
- DFB-Pokalsieger: 1968, 1977, 1978
- DFB-Pokalfinalist: 1970, 1971, 1973
- Bundesliga-Torschützenkönig: 1968
- DFB-Pokal-Torschützenkönig: 1967/68, 1969/70, 1971/72, 1972/73

Als Trainer
- Bronzemedaille bei den Olympischen Spielen 1988 in Seoul

Ehrungen
- Aufnahme in die Hall of Fame des 1. FC Köln: 2018[20]